# Namensraum
Der Namensraum (englisch namespace) ist ein Begriff aus der Programmierung. Dabei werden – vor allem bei der objektorientierten Programmierung – die Namen für Objekte in einer Art Baumstruktur angeordnet und über entsprechende Pfadnamen eindeutig angesprochen.
Vereinfacht bedeutet dies, dass innerhalb eines solchen Raumes jeder Name eindeutig ein Objekt bezeichnet. Der gleiche Name kann jedoch in einem anderen Namensraum wieder frei zur Bezeichnung eines anderen Objekts benutzt werden. Außerdem können diese unabhängigen Namensräume innerhalb einer Hierarchie verbunden werden.
Auch MediaWiki-Wikis wie eine Wikipedia sind in Namensräume aufgeteilt.

## Technische Details
Ein Name identifiziert ein Element der Programmiersprache (z. B. ein Objekt, eine Klasse oder eine Funktion). Zur eindeutigen Zuordnung ist jedoch der entsprechende Kontext – der Namensraum – zu beachten. Die Beschreibung geschieht in der Programmierung üblicherweise durch die sogenannte „Punktnotation“, wobei analog zu einer Baumstruktur die einzelnen Objekte, mit ihren Eigenschaften (Attribute) und Methoden, angesprochen werden. Neben der Punktnotation sind aber auch andere Zeichen gebräuchlich, so wie z. B. bei Dateinamen mit Schrägstrichen („/“) oder umgekehrten Schrägstrichen („\“). Die meisten Namensräume, z. B. Dateisysteme, sind hierarchisch aufgebaut, d. h., sie können selbst wieder aus Namensräumen bestehen. Namensräume werden dazu verwendet, Konflikte bei der Namensvergabe zu verhindern. Graphisch sind Namensräume mit Bäumen äquivalent, d. h., sie haben eine Wurzel (einen festen, definierten Ausgangspunkt), Knoten (Verzeichnisse) und Blätter (Objekte).
Die Idee von Namensräumen wird auch in anderen Bereichen unter anderen Namen verwendet, z. B. in der Telefonie. Jeder Teilnehmer erhält eine individuelle Rufnummer, z. B. 4711, und diese wird lokal vergeben. Das Telefonnetz ist hierbei in Unternetze unterteilt und die Identifikation erfolgt über die Vorwahl. Somit kann jede Rufnummer mehrfach vergeben werden, sie muss nur innerhalb des Unternetzes eindeutig sein. Bei einem Anruf im selben Vorwahlbereich reicht somit die Angabe der Rufnummer 4711. Soll ein Teilnehmer aus dem Vorwahlbereich 0815 kontaktiert werden, der ebenfalls die Rufnummer 4711 besitzt, so wählt man die 0815 vor. Durch diese Technik können mehrere Teilnehmer die gleiche Rufnummer 4711 besitzen. In diesem Beispiel wäre die 0815 der Namensraum, 4711 der eigentliche Name und der Ziel-Telefonanschluss das identifizierte Objekt.
Beim Erstellen von Programmen kann ein Autor unter Benutzung von Namensräumen große Programmpakete mit vielen definierten Namen schreiben, ohne sich Gedanken machen zu müssen, ob die neu eingeführten Namen in Konflikt mit anderen Namen stehen. Im Unterschied zu der Situation ohne Namensräume wird hier nicht der ganze Name neu eingeführt, sondern nur ein Teil des Namens, nämlich der des Namensraumes.
Ein Namensraum ist ein deklaratorischer Bereich, der einen zusätzlichen Bezeichner an jeden Namen anheftet, der darin deklariert wurde. Dieser zusätzliche Bezeichner macht es weniger wahrscheinlich, dass ein Namenskonflikt auftritt mit Namen, die anderswo im Programm deklariert wurden. Es ist möglich, den gleichen Namen in unterschiedlichen Namensräumen ohne Konflikt zu verwenden, auch wenn der gleiche Name in derselben Übersetzungseinheit vorkommt. Solange er in unterschiedlichen Namensräumen erscheint, ist jeder Name eindeutig aufgrund des zugefügten Namensraumbezeichners.
Die meisten modernen Programmiersprachen unterstützen Namensräume. Die Auszeichnungssprache XML unterstützt ebenfalls Namensräume, wobei das Präfix durch einen Doppelpunkt vom lokalen Namen getrennt wird.
Für viele Programmiersprachen ist der Namensraum ein Kontext für ihre Bezeichner. In einem Betriebssystem ist ein Beispiel für einen Namensraum ein Verzeichnis. Jeder Name in einem Verzeichnis identifiziert eine Datei oder ein Unterverzeichnis eindeutig.
Namen in einem Namensraum können in der Regel nicht mehr als eine Bedeutung haben. Das heißt, verschiedene Bedeutungen können nicht denselben Namen im selben Namensraum haben. Ein Namensraum wird auch als Kontext bezeichnet, da derselbe Name in verschiedenen Namensräumen unterschiedliche Bedeutungen haben kann, die jeweils für seinen Namensraum geeignet sind.
In der Programmiersprache Java haben Bezeichner, die in Namensräumen angezeigt werden, einen kurzen lokalen Namen und einen eindeutigen langen „qualifizierten“ Namen für die Verwendung außerhalb des Namensraums.
Einige Compiler für Sprachen wie C++ kombinieren Namensräume und Namen für den internen Gebrauch im Compiler in einem Prozess, der name mangling genannt wird.
Neben der oben beschriebenen technischen Verwendung der abstrakten Sprache verfügen einige Programmiersprachen unter anderem über ein bestimmtes Schlüsselwort, das zur expliziten Steuerung von Namensräumen verwendet wird.

## Beispiele

### C++
```
namespace
 
Germany

{

    
string
 
anthemTitle
 
=
 
"Das Lied der Deutschen"
;

}

namespace
 
Austria

{

    
string
 
anthemTitle
 
=
 
"Land der Berge"
;

}

void
 
output1
()

{

    
string
 
anthemTitle
 
=
 
"Schweizerpsalm"
;

    
cout
 
<<
 
Germany
::
anthemTitle
 
<<
 
endl
;
  
// Ausgabe: Das Lied der Deutschen

    
cout
 
<<
 
Austria
::
anthemTitle
 
<<
 
endl
;
  
// Ausgabe: Land der Berge

    
cout
 
<<
 
anthemTitle
 
<<
 
endl
;
  
// Ausgabe: Schweizerpsalm

}

void
 
output2
()

{

    
using
 
namespace
 
Germany
;

    
cout
 
<<
 
anthemTitle
 
<<
 
endl
;
  
// Ausgabe: Das Lied der Deutschen

    
cout
 
<<
 
Austria
::
anthemTitle
 
<<
 
endl
;
  
// Ausgabe: Land der Berge

}

void
 
output3
()

{

    
using
 
namespace
 
Austria
;

    
cout
 
<<
 
Germany
::
anthemTitle
 
<<
 
endl
;
  
// Ausgabe: Das Lied der Deutschen

    
cout
 
<<
 
anthemTitle
 
<<
 
endl
;
  
// Ausgabe: Land der Berge

}

void
 
output4
()

{

    
using
 
namespace
 
Germany
;

    
using
 
namespace
 
Austria
;

    
cout
 
<<
 
anthemTitle
 
<<
 
endl
;
  
// Fehler: Referenz auf anthemTitle ist mehrdeutig

}

```

Namensräume dürfen in C++ auch geschachtelt werden:
```
namespace
 
nested1

{

    
namespace
 
nested2

    
{

        
namespace
 
nested3
 
{
 
/* ... */
 
}

    
}

}

```

### C#
Namensräume werden in der Programmiersprache C# häufig verwendet. Alle Klassen des .Net-Framework sind in Namensräumen organisiert. Darüber hinaus werden benutzerdefinierte Namensräume von Programmierern häufig verwendet, um ihre Arbeit zu organisieren und Namenskollisionen zu vermeiden. Wenn sie auf eine Klasse verweisen, sollten sie entweder ihren vollständig qualifizierten Namen angeben, d. h. den Namensraum gefolgt vom Klassennamen, oder eine using-Anweisung hinzufügen. Dadurch entfällt die Notwendigkeit, den vollständigen Namen aller Klassen in diesem Namensraum anzugeben. Im folgenden Beispiel ist System ein Namensraum und Console und Convert sind Klassen, die dort definiert sind.
```
namespace
 
Space

{

	
class
 
Program

	
{

		
public
 
static
 
void
 
Main
(
string
[]
 
args
)

		
{

            
Console
.
WriteLine
(
"Hallo Europa! Hallo Amerika!"
);

            
int
 
number
 
=
 
Convert
.
ToInt32
(
"3"
);

            
Console
.
WriteLine
(
"Hallo "
 
+
 
number
 
+
 
". Welt!"
);

		
}

	
}

}

```

### PHP
```
namespace
 
Fahrzeug\PKW
;

use
 
Antrieb\Motor
;

class
 
Kleinwagen
 
{

    
protected
 
$motor
;

    
public
 
function
 
__construct
(
Motor
 
$motor
)
 
{

        
$this
->
motor
 
=
 
$motor
;

    
}

}

```

## Öffentliche Namensräume
- Domain Name System (DNS)
- IPv4-Adressen
- IPv6-Adressen
- NSAP-Adressen
- IPX-Adressen
- Rufnummern
- IMEI
- Ethernet MAC-Adressen
- UUID (Universally Unique Identifier)
- EPC (Elektronischer Produktcode)
  - EAN (European Article Number)
    - ISBN (Internationale Standardbuchnummer)
    - ISSN (International Standard Serial Number)
- Object Identifier (OID)

Bei öffentlichen Namensräumen gibt es besonders das Problem der Verwaltung, denn alle (Markt-)Teilnehmer müssen sich einigen, so dass kein Name zwei unterschiedliche Dinge bezeichnet. Aus diesem Grund gibt es in der Regel Verwaltungsorganisationen, die Namensräume oder Teilbereiche davon verwalten und Ausschnitte davon für einzelne Teilnehmer reservieren. Hier wiederum gibt es das Problem, dass diese Verwaltungsorganisationen in der Regel selbst eine Monopol-Stellung haben, so dass sie bei Gewinnorientierung Monopolpreise zum Nachteil der Teilnehmer erzielen könnten. Zudem stellt ein solches Monopol eine Schwachstelle dar, denn bei Ausfall der Verwaltungsorganisation kann je nach Integration der Teilnehmer der Geschäftsbetrieb dieser Teilnehmer erheblich gestört werden. Dies gilt nicht nur, aber auch für das Domain Name System, denn die Namensauflösung muss in diesem Fall online geschehen.